# 棕耳鹎属
棕耳鹎属（学名：Microscelis）是鹎科下的一个属。

## 下属物种
本属包括以下物种：
- Microscelis palmai
- Microscelis plumosi